# 家庭劇院

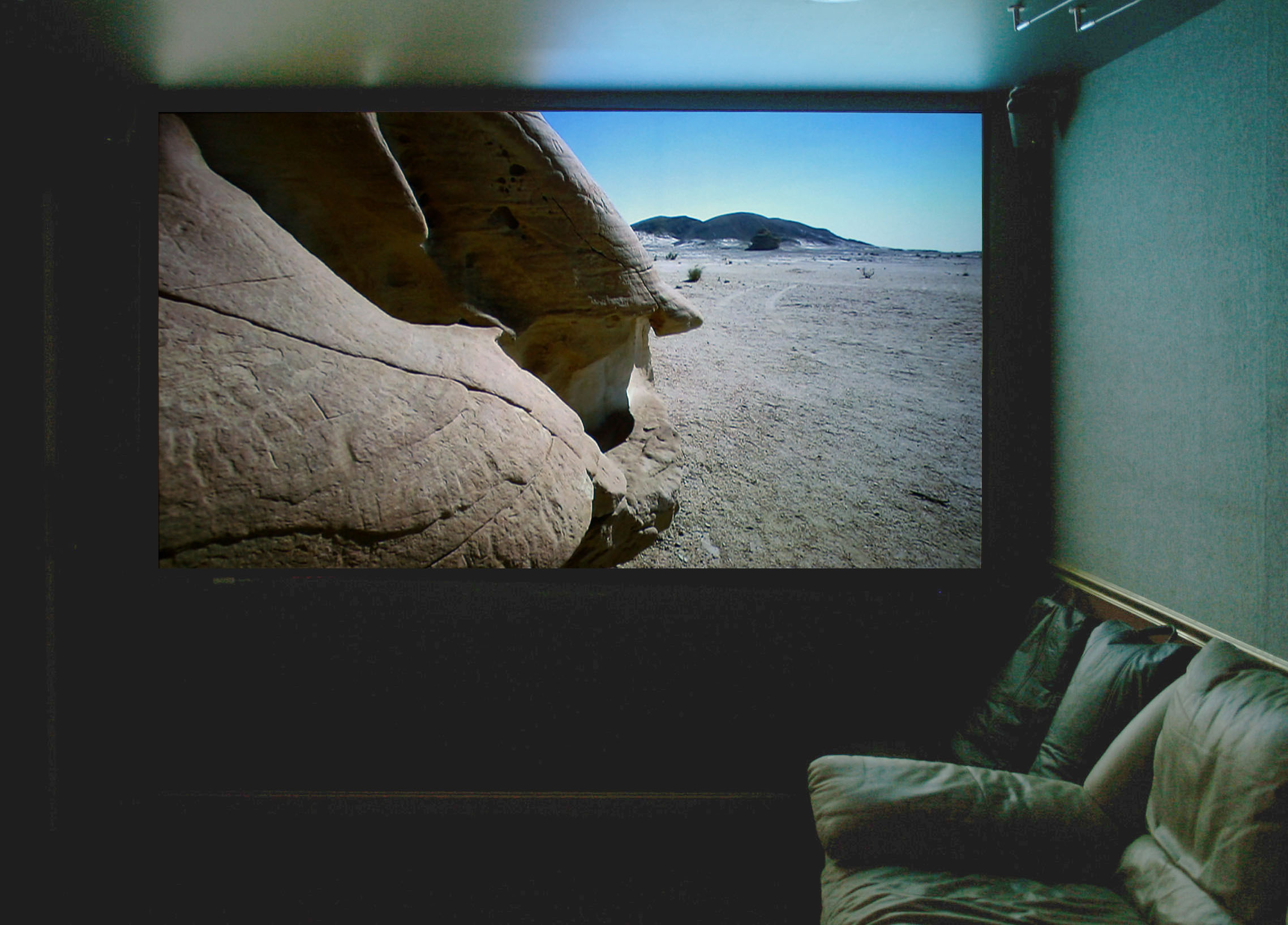
投影式家庭劇院範例

5.1聲道家庭劇院佈置圖

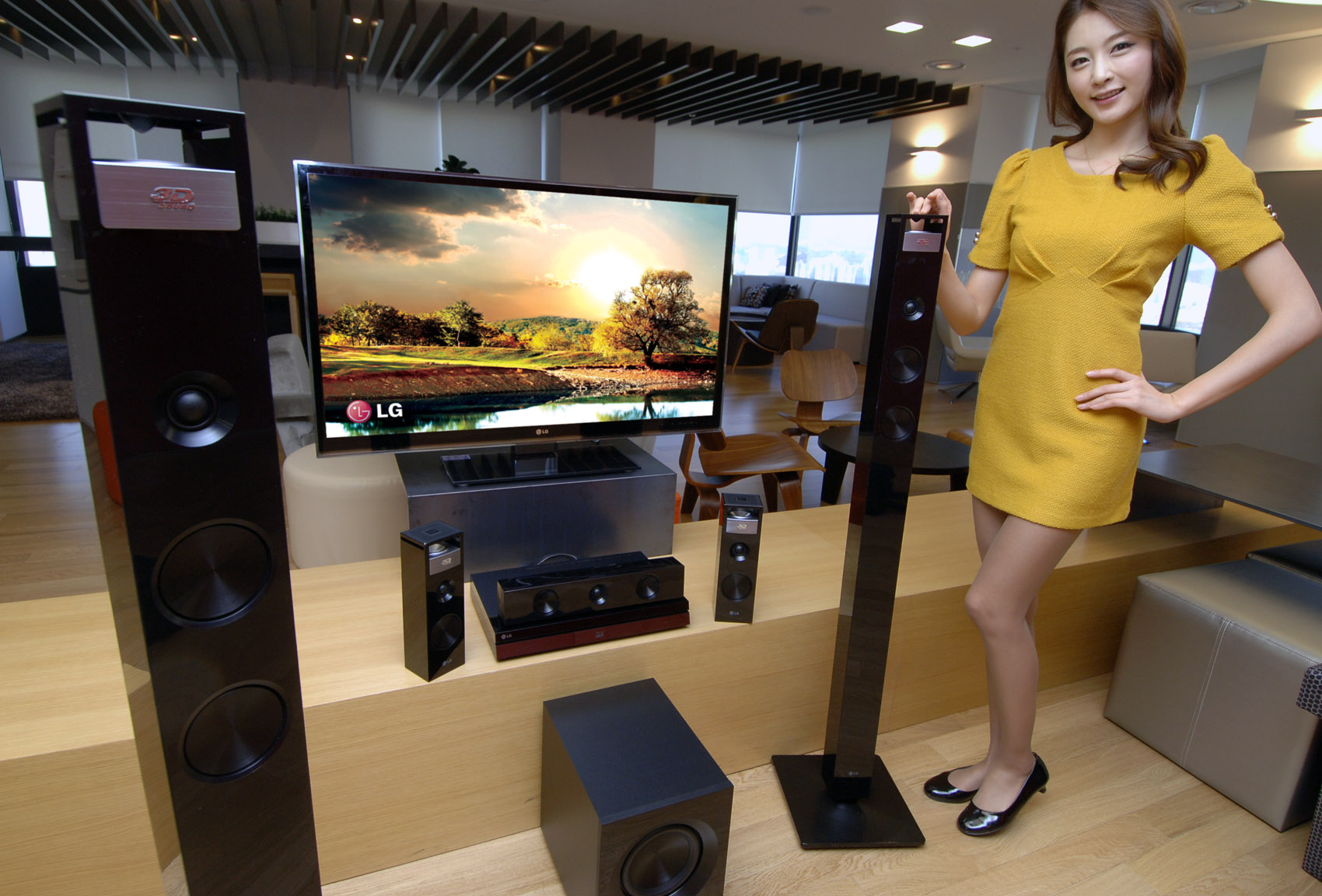
2013年的韓國LG公司家庭劇院組

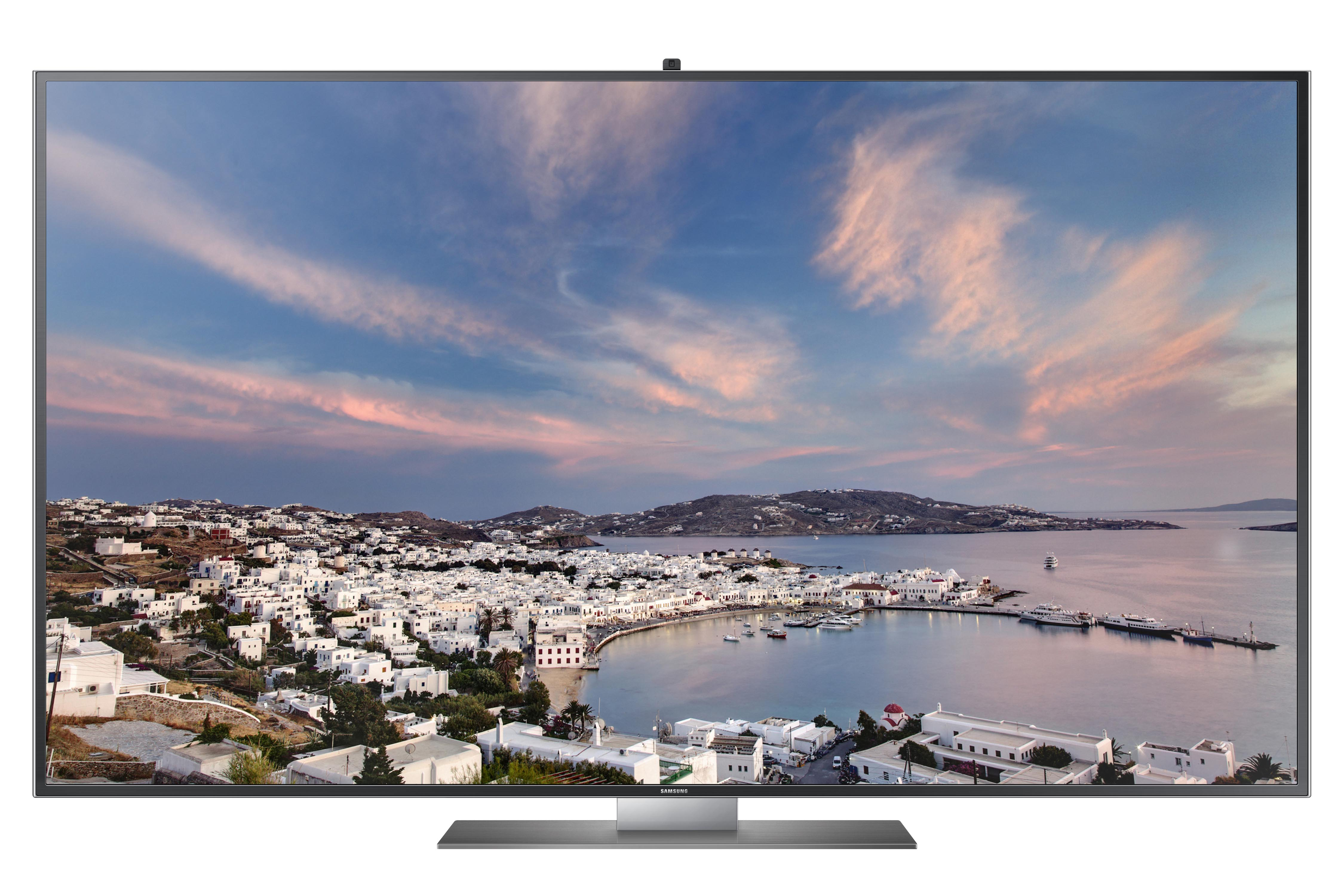
2015年大型曲面液晶電視，4K畫質

家庭劇院（home theater）或家庭影院（home cinema）是指在家中模擬出較專業的視聽放映場所，一般家庭的視聽設備通常就是一台一體成形的電視機，所有影像畫面都來自電視機，家庭劇院則是由多件專用性的設備組合而成一套影音輸出模組。
在現時的2020年代，家庭影院系統通常使用來自視頻投影儀或大型平板高分辨率HDTV系統的大投影圖像、DVD或藍光光盤上的電影或其他視頻內容，這是在 DVD 播放器或藍光播放器上播放，音頻通過多聲道功率放大器增強，從兩個揚聲器和立體聲功率放大器（用於立體聲）到 5.1 聲道放大器和五個或更多環繞聲音箱（帶環繞聲系統）。無論家庭影院愛好者有立體聲設置還是 5.1 聲道環繞系統，他們通常至少使用一個低頻低音炮音箱來放大電影配樂的低頻效果並再現音樂配樂的深沉音調。

## 概要
- 影像：影像部分通常是高解析投影機或大尺寸液晶電視機為主，輸出畫面一般至少要50吋以上才能稱為家庭劇院。[3]
- 聲音：聲音部分視各人要求而定至少由一台擴大機和兩左右喇叭構成，專業點的還有多件式杜比環繞喇叭和音響級等化機、真空管擴大機、解碼機等。
- 輸入裝置：讀取各式媒體儲存單元的播放機，例如DVD播放机、藍光播放機、高清机顶盒、錄放影機、數位錄放影機、MP4播放器、遊戲機等。

## 歷史
家庭劇院最早概念出現在1950年代，當時8毫米胶片透過柯達的推廣逐漸普及，一般人逐漸買得起播放設備和影帶，拍攝設備也逐漸進入家庭財務能負擔的範圍內。60年代起美國興起了自己家庭拍攝紀念影帶之後在家中播放回憶的流行文化，逐漸傳到經濟較富裕的歐洲，真正配備齊全的家庭劇院屬於一種相對奢侈品，因為需要占用一個專用房間，同時相關設備也並不便宜，所以經濟較不發達地區很難流行，縱使在歐美也只有部分中產階級以上家庭去建立家庭劇院。
日本JVC公司在1976年開發的VHS影帶系統讓錄影帶較為規範和廉價，保存性更強，出租影帶店也在全球範圍開始流行，片源的大幅增加開拓了家庭劇院的設備銷路，影帶在NTSC制式下為486線，PAL制式下為576線。日後更強化為畫質更佳的S-VHS規格，同時VCD、DVD等數位載體逐漸居於主流，影像長期保存和多次播放也不再有折損。家庭劇院漸有聲光享受逼近大型劇院的可能性存在，音效方面的要求便逐漸進入家庭，90年代起杜比數位的發展讓無損失的聲道體驗成為可能，杜比數位SR-D訊號以光學方式把連續性資料塊印在35 mm 拷貝胶片的片孔之間及光學聲軌的側邊。在底片放映時CCD掃瞄器（通常在放映機頂的杜比閱讀器，或放映機下半部內嵌）把該範圍掃瞄成視訊，然後處理器會把該影像範圍互相關聯，及抽取數碼資料作AC-3位元流，解碼輸出5.1聲道。這也推動了家用級的5.1音響設備開始量產，較低價格產品也出現。

### 現在
進入2000年代後背投電視的出現首先打破了傳統投影機需要較大空間投射和不能阻擋的問題，壓縮了家庭劇院所需房間大小，之後電漿電視、液晶電視等科技逐漸發展，大尺寸面板成為可能，同時PC個人電腦的普及也成為一大意外的推手，PC已經可以搭載各種DVD和藍光光碟機，同時又有大容量硬碟能儲存影像、可升級的顯示卡進行高畫質解碼，包含串流媒體的興起，一躍開始取代錄影機、播放機等設備，讓建立家庭劇院不再需要購買另一批播放設備。

2010年代後4K解析度的液晶電視搭配藍光光碟片源成為主流，手機與個人攝影機也能拍攝4K畫質，55吋以上有弧度的曲面螢幕、3D顯示等高新科技的機種逐漸降價至家庭負擔範圍，在家中擁有戲院等級享受再也不是夢想，同時越來越多國家的有線電視採數位傳送；畫質往HD邁進，終有一天能逐漸達成4K畫質，付費頻道播放的電影將與戲院畫質無異，另一方面家用遊樂器的畫質也逐步提升，所以家庭劇院早已不再是傳統「看電影的房間」而已經成為全功能家庭娛樂中心，並取代了另外在客廳擺放一台電視的需求，直接將客廳設為家庭劇院成為不少人的選擇。

## 外部連結
- Projector Tips
- HD resolution for DLP Projector Brief article about High Definition Resolution.